# Alexander von Egen

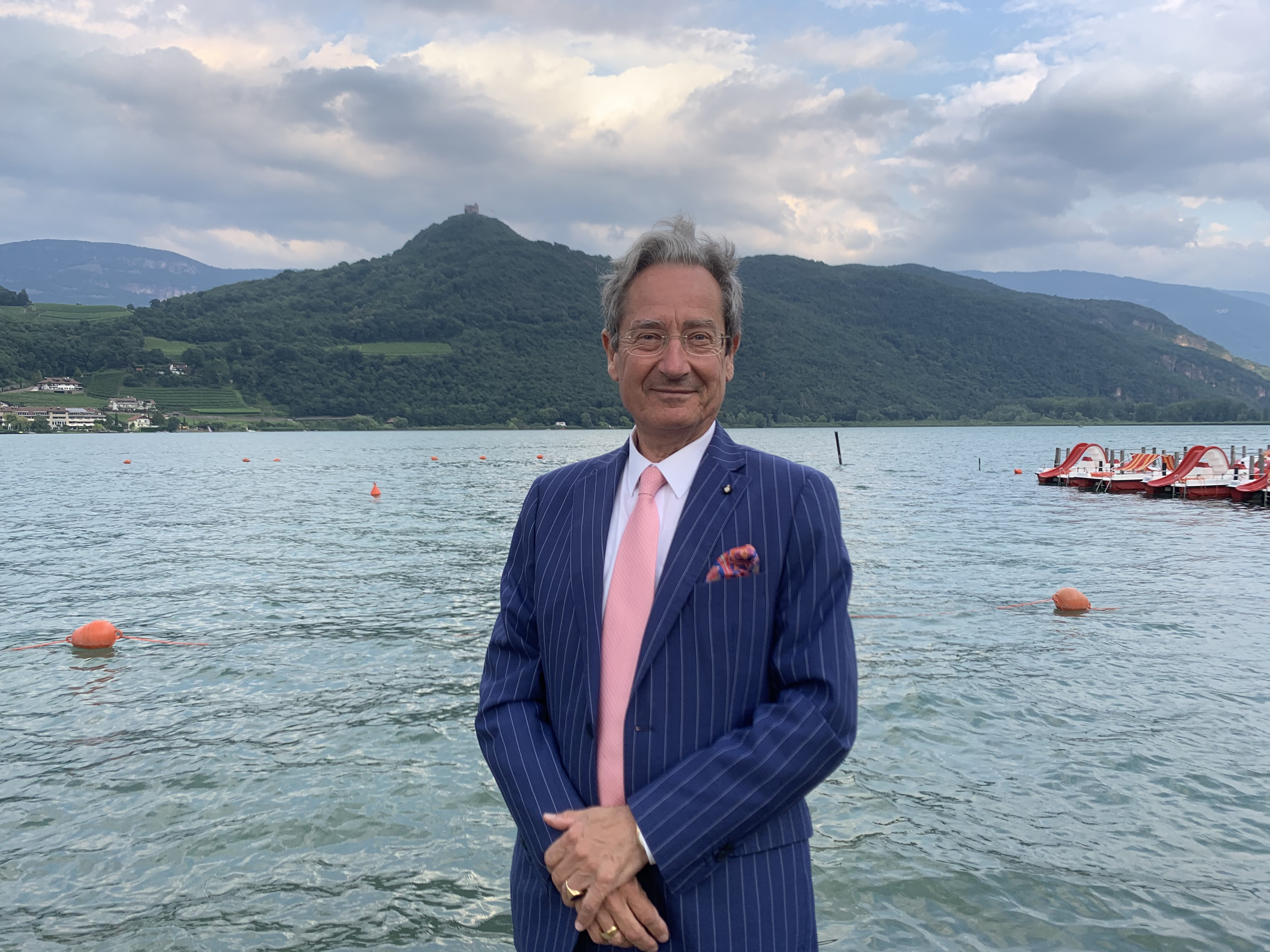
Alexander von Egen am Kalterer See (2020)

Alexander von Egen (* 26. Juni 1952 in Bozen) ist ein Südtiroler Jurist, Politiker, Autor und Sportfunktionär.

## Biographie
Von Egen besuchte das Franziskanergymnasium Bozen und absolvierte anschließend ein Studium der Rechtswissenschaft an den Universitäten Innsbruck und Padua, das er 1978 abschloss. Nach vorübergehenden Tätigkeiten als Universitätsassistent am Institut für Rechtsgeschichte in Innsbruck und im Rahmen eines Rechtsanwaltspraktikums leitete er von 1980 bis 1994 als Direktor den Südtiroler Wirtschaftsring. Politisch war von Egen zunächst in seiner Heimatgemeinde Kaltern aktiv, wo er von 1980 bis 1983 als Vizebürgermeister fungierte. Von 1983 bis 1993 war er Abgeordneter der Südtiroler Volkspartei (SVP) im Südtiroler Landtag und damit gleichzeitig im Regionalrat Trentino-Südtirol. Von 1984 bis 1994 war von Egen zudem Assessor bzw. ab 1989 Vizepräsident in der Regionalregierung. Nach seiner politischen Karriere wurde er Präsident der International Dart Federation. Er ist Autor mehrerer Bücher zur Geschichte Südtirols und Ehrenbürger der Marktgemeinde Kaltern. 